# Línea 104 (Rosario)
La línea 104 fue una línea de transporte urbano de pasajeros de la ciudad de Rosario, Argentina. 
Su recorrido actualmente es realizado en forma parcial por un ramal de la línea 153. 
Anteriormente el servicio de la línea 104 era prestado en sus orígenes y bajo denominación de línea A por la empresa Expreso Alberdi S.A.C.I.F.I., cambiando en 1986 su denominación a línea 104 en el ramal Rojo, mientras que el ramal Negro conservó su denominación hasta la desaparición de la empresa en 1992. La línea 104 prosiguió sus operaciones de manera precaria. Luego el servicio pasa a la empresa 9 de Julio S.R.L. y más tarde a la empresa 20 de Junio S.R.L. hasta su desaparición en 1996. 